# Années 1600 av. J.-C.
Les années 1600 av. J.-C. couvrent les années de 1609 av. J.-C. à 1600 av. J.-C.

## Évènements
- 1601 av. J.-C.[1] : règne de Sharma-Adad II, roi d’Assyrie[2].